# 藤澤慶昌
藤澤 慶昌（ふじさわ よしあき、1981年9月12日 - ）は、日本の作曲家、編曲家。現在はフリーランスで活動。
『ラブライブ!』の劇伴で一躍脚光を浴び、以降数々のテレビアニメの劇伴を手掛けている。

## 人物
4歳の頃に兄の影響からエレクトーンを始め、音楽に触れ始める。幼少期は比較的厳しい家庭に育ち、アニメや漫画にはあまり触れずに育った。その当時触れることが出来た数少ないアニメが、金曜ロードショーで放送されたものを録画した『となりのトトロ』であり、トトロを初めとした久石譲の音楽には現在でも大きく影響を受けているという。
その他にも、子供のときに観た『スター・ウォーズ』や『インディ・ジョーンズ』といったジョン・ウィリアムズの音楽にも影響を受けており、自身の音楽活動の目標としている人物だという。
高校生の頃、たまたまテレビで流れていた『カウボーイ・ビバップ』の主題歌『Tank!』に衝撃を受ける。京都の大学に進学し、この曲の作曲者が菅野よう子だと知ると「この人に会ってみたい！」と思うようになる。
学生時代はバンド活動に没頭しギターとドラムを担当していたが、音楽で食べていけるとは思っていなかった。一方で菅野に会いたいという気持ちは残っていたことから、繋がりを得るために『カウボーイ・ビバップ 天国の扉』を制作したボンズに制作進行として就職する。しかし劇伴に関する仕事はできなかったことからすぐに辞め、アマチュアでミュージカルの制作などを行う。
2006年SUPA LOVEに入所し、本格的にキャリアを始める。入所した当初はJ-POPの仕事を行っており、2008年に担当した『BLUE DRAGON 天界の七竜』エンディングテーマ「イ〜じゃナイ！？」の作編曲がアニメに関する最初の仕事であった。2010年『ウルトラマンゼロ THE MOVIE 超決戦!ベリアル銀河帝国』のオーケストレーションにて初めて劇伴に携わり、その後『電波女と青春男』にて初めてアニメ作品の劇伴を担当する。
2012年ファイブエイスに移籍し、以後アニメ作品の劇伴に数多く携わる。
2024年、ファイブエイスを離籍しフリーランスで活動することを自身のXにて報告。

## 作風
作曲の際にはギターと鍵盤楽器の両方を使用している。また、サンプル音源ではなく生演奏にこだわりを持って制作している。
藤澤は自身の音楽を「いなたい」と評価しており、それが自身の特色であると語っている。またストリングスアレンジを得意としており、音を減らして効果的に聴かせることを意識的に行っている。
アニメスタイルのライター和田穣は『ラブライブ!』のサウンドトラックのレビューにて、『未来少年コナン』や『カウボーイビバップ』といった様々な時代のアニメ作品のエッセンスが集約されているとし、新進作曲家でありながらも日本のテレビアニメの長い歴史を踏まえ、大暴投せずに各場面に適した音楽を提供できていると評価している。

## 楽曲提供
EXILE
- 「Dream Catcher」（作曲）
- 「あなたへ」（編曲・弦編曲）

石田裕子
- 「Changes」（作曲・編曲）

FTISLAND
- 「Revolution」（作曲）

大黒摩季
- 「君は○○○○○」（編曲）

大島麻衣
- 「ごめんねダーリン♡」（作曲・編曲）

神谷浩史
- 「PARTNER」（作曲・編曲）

関ジャニ∞
- 「モンじゃい・ビート」（編曲）

COLOR
- 「青い鳥」（編曲）

北乃きい
- 「Can you hear me?」（作曲）
- 「師大路夜市」（作曲）

CLIFF EDGE
- 「NO LIMIT」（弦編曲）

近藤夏子
- 「右ストレート」（編曲）
- 「¥13,240」（編曲）
- 「シンデレラ」（編曲）
- 「リハーサル」（編曲）
- 「KY心」（編曲）
- 「10倍バレンタイン」（編曲）
- 「母性本能ってヤツ」（編曲）
- 「あたしん中」（編曲）
- 「信号破壊」（編曲）
- 「全部がプレゼントだ」（編曲）
- 「リアルでゴメン・・・」（編曲）
- 「ありがとゴメンネ」（編曲・弦編曲）
- 「で、神様」（編曲）
- 「ヒーロー」（編曲・弦編曲）
- 「何年片想い」（編曲・弦編曲）
- 「R-18指定」（編曲）
- 「君授業」（編曲）
- 「うつむきスマイル」（編曲・弦編曲）
- 「何度も何度でもスキになる」（編曲・弦編曲）
- 「ハナビラナミダ」（編曲・弦編曲）
- 「観覧車Ⅱ」（編曲・弦編曲）
- 「世界初になるかな?!」（編曲）
- 「嘘味」（編曲）
- 「がむしゃらな愛で」（編曲・弦編曲）
- 「できれば君がイイ」（編曲）
- 「観覧車III」（編曲・弦編曲）
- 「かっこわるいほどの愛」（共編曲）
- 「小っちゃな戦士」（編曲・弦編曲）

SATOMI'
- 「Holiday」（作曲・編曲）
- 「HERO」（編曲）
- 「Present feat. KEN THE 390」（作曲・編曲）
- 「Precious Days-With U-」（作曲・編曲）

jealkb
- 「瞳・華」（編曲）

下川みくに
- 「イ～じゃナイ!?」（作曲・編曲）
- 「ユメミルキミへ」（編曲）

Sunya
- 「少年トラウマ」（作曲・編曲）
- 「恋」（編曲）

DEEP
- 「たとえ100の言葉でも」（編曲）
- 「夜風」（編曲）

中島愛
- 「Be Myself」（作曲・編曲）

N.O.B.U
- 「ナガレボシ」（編曲）
- 「Love On Sunday」（共編曲）
- 「太陽に向かって咲く花」（共編曲）
- 「あなたの事祈ってる」（共編曲）
- 「SUMMER TIME」（共編曲）
- 「Driving The Dream」（共編曲）
- 「優しい歌」（共編曲）

ハロー!プロジェクト関連
- ℃-ute
  - 「涙の色」（編曲）
  - 「Big Dreams」（編曲）
  - 「青春!無限パワー」（編曲）
  - 「偉大な力を!」（編曲）
  - 「ハエ男」（編曲）
  - 「ザ☆トレジャーボックス」（編曲）
  - 「ジュリエット ジュリエット」（編曲）
- スマイレージ
  - 「ぁまのじゃく」（編曲）
  - 「踊ろうよ」（編曲）
  - 「自転車チリリン」（編曲）
- Berryz工房
  - 「ちょっとさみしいな」（編曲）
  - 「ヤキモチをください!」（編曲）
  - 「ガールズタイムス」（編曲）
- モーニング娘。
  - 「白い蝶のサンバ」（編曲）

伴都美子
- 「Utopia」（編曲）
- 「Refrain」（作曲・編曲）

ヒャダイン
- 「トンズラブラザーズのテーマ2012」（管編曲）

V6
- 「Way of Life〜BREAKBEATS Ver〜」（作曲・編曲）

藤木直人
- 「モノクローム」（編曲）

美郷あき
- 「Overture」（編曲）
- 「君といるから」（作曲・編曲）

光岡昌美
- 「Over there」（編曲）

MinxZone
- 「そりゃそりゃそうじゃん〜新世代のマーチ〜」（共編曲）
- 「花歌」（共編曲）
- 「紙ピアノ」（共編曲）
- 「Birthday Suit」（共編曲）
- 「イライラメガネ」（共編曲）
- 「約束のチカラ」（共編曲）
- 「つぶやき☆えぶりわん」（共編曲）
- 「ここから」（共編曲）
- 「すなお」（共編曲）
- 「じゃ。」（共編曲）

mihimaruGT
- 「手をのばせば」（編曲・弦編曲）

山下智久
- 「ERO-2012version-」（弦編曲）
- 「パレード」（共編曲）

山口理恵
- 「またあしたね!!」（編曲）

横山ルリカ
- 「永遠に咲く花」（編曲）

リア・ディゾン
- 「Communication!!!」（作曲・編曲）

### アニメソング
TARITARI
- 「続くメロディ」（作曲・編曲）

日常
- 「笹原のコジロウポルカ」（編曲）
- 「ゆっこはほんとにバカだなぁ」（編曲）

極上!!めちゃモテ委員長
- 「この手の中に」（編曲）

ラブライブ!
- μ's、ヒデコ（三宅麻理恵）、フミコ（山本希望）、ミカ（原紗友里）「これまでのラブライブ! 〜ミュージカルver.〜」（作曲・編曲）

スロウスタート
- 「ne! ne! ne!」（作曲・編曲）

無職転生Ⅱ 〜異世界行ったら本気だす〜
- 「永遠なれ、アスラ王国」（作曲・編曲）
- 「ツバサ」（編曲）[8][注 3]

## 劇伴作品

### 映画
2010年
- ウルトラマンゼロ THE MOVIE 超決戦!ベリアル銀河帝国（オーケストレーション）

2015年
- ラブライブ!The School Idol Movie

2017年
- ノーゲーム・ノーライフ ゼロ

2020年
- クレヨンしんちゃん 激突! ラクガキングダムとほぼ四人の勇者（荒川敏行と共同制作）

### OVA
2014年
- ゆるゆり なちゅやちゅみ!

### Webアニメ
2023年
- おでかけ子ザメ

2025年
- タコピーの原罪

### ゲーム
2015年
- 幻影異聞録♯FE

2023年
- Link!Like!ラブライブ!（SE・BGM制作）

### その他
2019年
- 大須のぶーちゃん（広報アニメ）

## レコーディング参加
ELSWORD starring GUMI
- 「パラレルワールド」（ギター）

ヒャダイン
- 「君と中古車とラジオショウ」（ギター）

神谷浩史
- 「everlasting」（ギター）

ゆいかおり
- 「ウェィカッ!!」（ギター）

渡辺麻友
- 「ラベンダーのジュータン」（ギター）